# Marumba decoratus
Marumba decoratus är en fjärilsart som beskrevs av Moore 1872. Marumba decoratus ingår i släktet Marumba och familjen svärmare. Inga underarter finns listade i Catalogue of Life.

## Beskrivning

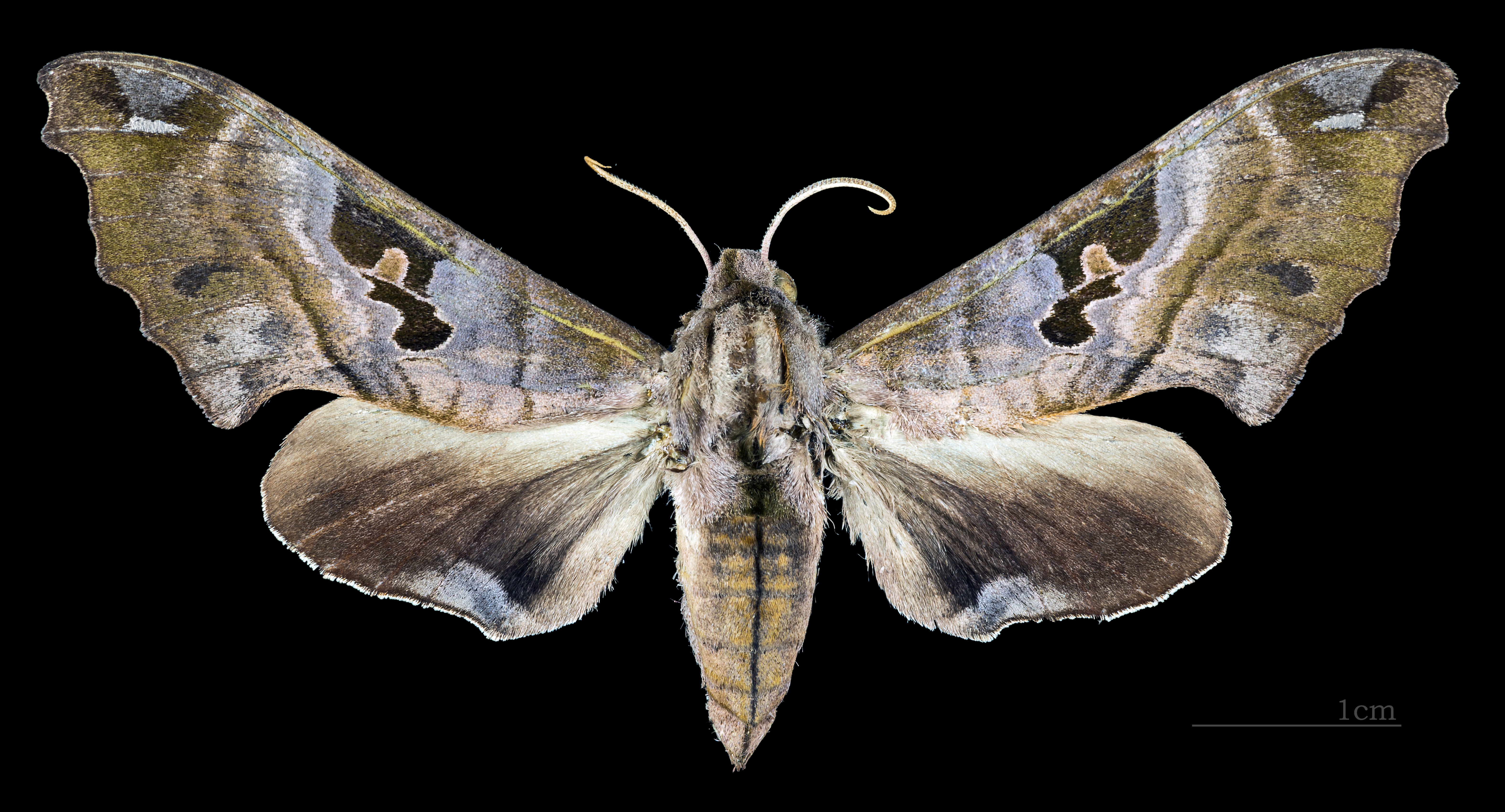
Morwennius decoratus♀
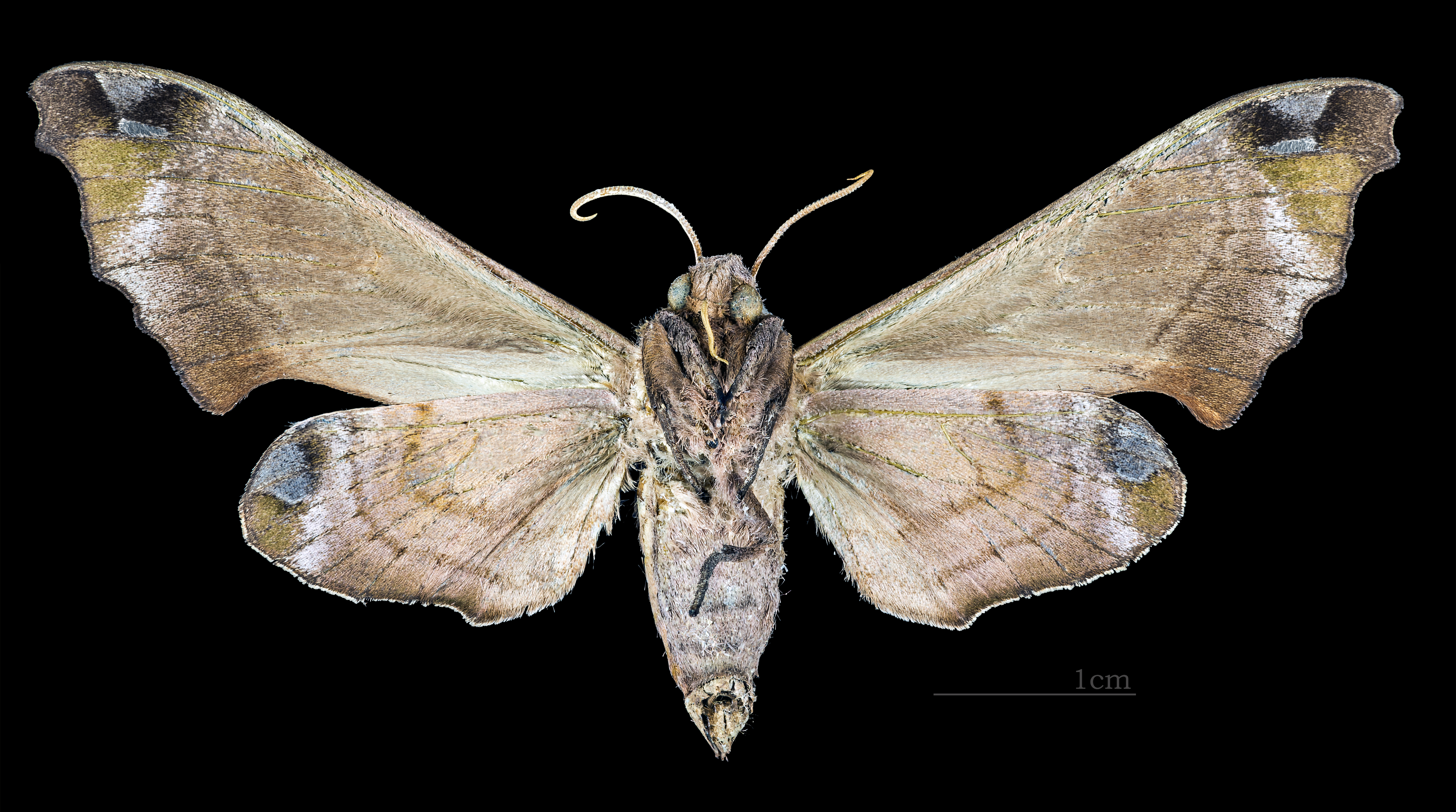
Morwennius decoratus  ♀ △